# Jorginho Putinatti
Jorginho Putinatti (* 23. srpen 1959) je bývalý brazilský fotbalista.

## Reprezentace
Jorginho Putinatti odehrál 16 reprezentačních utkání. S brazilskou reprezentací se zúčastnil Copa América 1983.

## Statistiky
| Brazílie | Brazílie | Brazílie |
| Roky     | Záp.     | Góly     |
| -------- | -------- | -------- |
| 1983     | 12       | 2        |
| 1984     | 0        | 0        |
| 1985     | 4        | 0        |
| Celkem   | 16       | 2        |